# アガフィヤ・フセヴォロドヴナ
アガフィヤ・フセヴォロドヴナ（ロシア語: Агафия Всеволодовна、1195年頃 - 1238年2月7日）は、チェルニゴフ公フセヴォロドと妻マリア（ポーランド王カジミェシュ2世娘）との間の子である。ウラジーミル大公ユーリーの妻。
1211年4月10日、父の提案によりウラジーミル大公国のユーリーと結婚した（翌年、ユーリーはウラジーミル大公に即位）。ユーリーとの間には3人の息子と2人の娘が生まれた。しかし1238年2月7日、モンゴルのルーシ侵攻によるウラジーミル陥落(ru)によって、アガフィヤは末娘のフェオドラらと共に殺害された。アガフィヤの子はヴォルィーニ公国に嫁いでいたドブラヴァのみが生き永らえた。

## 子女
- フセヴォロド(ru) - ノヴゴロド公。オーヴルチ公ウラジーミルの娘・マリナと結婚。
- ムスチスラフ(ru) - マリヤ（出自不詳）と結婚。
- ドブラヴァ - ヴォルィーニ公ヴァシリコと結婚。
- ウラジーミル(ru) - モスクワのナメストニク。フリスチナ（出自不詳）と結婚。
- フェオドラ